# Asperula pugionifolia
Asperula pugionifolia är en måreväxtart som beskrevs av Tschern.. Asperula pugionifolia ingår i släktet färgmåror, och familjen måreväxter. Inga underarter finns listade i Catalogue of Life.